# Madotheca cucullistipula
Madotheca cucullistipula là một loài rêu tản trong họ Porellaceae. Loài này được (Stephani) Paris miêu tả khoa học lần đầu tiên năm 1903.